# آخرین نینجا
بازی  آخرین نینجا (به انگلیسی: The Last Ninja) در سال ۱۹۸۷ میلادی توسط شرکت انگلیسی سیستم ۳  طراحی و در همان سال برای رایانه خانگی کمودور ۶۴ و در کشور انگلستان منتشر گردید. در سال ۱۹۸۸ میلادی نسخه‌های دیگر این بازی برای سیستم‌های داس، اپل ۲، بی‌بی‌سی میکرو و الکترون منتشر شد. یک نسخه قابل دانلود در سال ۲۰۰۸ میلادی برای کنسول خانگی نینتندو وی منتشر گردید. این بازی اولین سری از سه‌گانه آخرین نینجا می‌باشد و در ژانر اکشن-ماجرایی طراحی گردید.

## داستان
داستان این بازی برگرفته از افسانه‌ها و داستان‌های عامیانه ژاپن می‌باشد. دویست سال بعد از به وجود آمدن طایفه‌ای بنام "فوجیوارا" ، مردان و کشاورزان این طایفه به کوهستان "توگاکوره"  مهاجرت می‌کنند و در آنجا مکتب معروف نینجوتسو  را تأسیس می‌کنند. چهار قرن پس از تأسیس این مکتب، نام و آوازه مبارزان نینجوتسو در سراسر ژاپن همراه با ترس و احترام می‌شود. حتی شمشیرزنان قهار سامورایی نیز با شنیدن نام آن‌ها ترس در دلهاشان می‌افتد. قدرت عالی استفاده از اسلحه، قدرت تمرکز و کنترل نیروی ذهن به همراه سرعت عمل خیره‌کننده و سریع که در طی تمرینات سخت و طاقت فرسا بدست آورده بودند، باعث برتری مبارزان نینجوتسو بر دشمنانشان بود.

در آن دوران طایفه قدرتمند دیگری وجود داشت بنام "آشیکاگا"  و رئیس آن طایفه یک شوگون شریر بنام "کونیتوکی"  بود که از قدرت یافتن و موفقیت‌های روزافزون نینجاها بسیار عصبانی شده بود، او همچنین به قدرت و مهارت نینجاها حسادت فراوانی می‌برد. او قسم خورده بود که برای بدست آوردن قدرت نینجاها، طایفه نینجوتسو را برای همیشه نابود کند.

یکی از قوانین نینجوتسوها این بود که مبارزان پس از ده سال تعلیم باید به جزیرهای به نام "لین فِن"  کوج می‌کردند تا در آنجا در معبد مقدس نینجای سفید، پیمان ببندند و بتوانند تکنیک‌های نهایی و پیشرفته مبارزه رو از کتیبه‌ای به نام "کوگا"  بیاموزند. این زمان بهترین فرصت برای شوگون شرور یعنی "کونیتوکی" فراهم آورد تا با نیروی شیطانی خود، چهار روح شریر را از دنیای زیرین احضار کند و به گردهمایی نینجوتسوها در جزیره "لین فِن" حمله کند. شوگون شرور "کونیتوکی" با لشکری از افسران آزموده سامورایی و نگهبانان کارآزموده قصرش و با اتکا به نیروی شیطانی چهار روح پلید، به جزیره "لین فنِ" و محل گردهمایی نینجوتسوها، حمله کرد.

در همان هنگام که نینجوتسوها برای خواندن کتیبه مقدس راهی معبد نینجای سفید می‌شدند، یکی از آنان به نام "آرماکونی" مسئول نگهبانی و محافظت از معبد "بونجینکان"  گردید و علی‌رغم میل باطنی نتوانست برادران مبارز نینجای طایفه خود را در این سفر همراهی کند. شوگون شریر به گردهمایی نینجاها یورش برد و همه را قتل‌عام کرد. هیچ کس از نینجاها زنده نماند جز "آرماکونی" که در محل حادثه حضور نداشت. بعد از شنیدن خبر کشته شدن دوستانش او قسم خورد انتقام سخت و خونباری از شوگون شریر و یارانش بگیرد. و اینک "آرماکونی" تنها و آخرین نینجای بازمانده از طایفه نینجوتسو در این قسمت از بازی باید به قصر اصلی جزیره وارد شده و با خواندن کتیبه مقدس، به فنون نهایی و مرگبار نینجا دست پیدا کند تا بتواند انتقام خون یارانش را از شوگون شریر بگیرد...

## گیم‌پلی

گیم پلی پرش از رودخانه در نسخه کمودور ۶۴

این بازی در ژانر اکشن و ماجرایی ساخته شده و اولین سری از بازی‌های آخرین نینجا در اواخر دهه ۸۰ و ابتدای دهه ۹۰ میلادی است. قهرمان این بازی یک نینجای سیاه پوش است بنام "آرماکونی" که توسط اهرمک و در هشت جهت مختلف کنترل می‌شود. نمای گرافیکی این بازی به صورت ایزومتریک بوده و حالت سه بعدی را برای بازیباز تداعی می‌نماید. این بازی دارای شش مرحله مختلف است و برای تکمیل هر مرحله نیاز به مبارزات فراوان با دشمنان و جمع‌آوری آیتم‌های ضروری برای اتمام هر مرحله می‌باشد. در هر مرحله از بازی معماهای گوناگونی وجود دارند که بازیباز باید با استفاده از آیتم‌های موجود آن‌ها را حل نموده و مرحله را به اتمام برساند. گیم پلی این بازی همچنین شامل مراحل پرش از رودخانه، شکاف‌های کوهستان، مرداب و ... می‌باشد. آیتم‌های مورد نیاز بازی در صحنه‌های مختلف هر مرحله پراکنده شده‌اند و به محض ورود نینجا به هر صفحه شروع به چشمک زدن می‌کنند تا از محیط اطراف قابل تشخیص باشند.

نینجا در حال مبارزه با یک دشمن در نسخه کمودور ۶۴

- مبارزات : نینجا در این بازی مبارزات فراوانی با دشمنان خود انجام می‌دهد و در هنگام مبارزه توانایی انجام حرکات متنوعی را دارد. در حالت بدون سلاح، نینجا می‌تواند ضربات مشت در صورت، مشت به شکم حریف، لگد، دفاع یا پرش نینجایی را انجام دهد. در هنگام حمل سلاح نیز ضربات در سر و شکم دشمن برای نینجا قابل استفاده‌است.
- سلاح‌ها : در این بازی چهار نوع سلاح وجود دارد: نانچکو [۱۱]، ستاره شوریکن [۱۲]، چوب بلند و شمشیر که در مراحل مختلف بازی قرار دارند و بازیباز می‌تواند آنهارا پیدا نموده و استفاده نماید. یک سلاح خاص بنام بمب دودزا هم وجوددارد که تنها کاربرد آن بیهوش نمودن اژدها در پایان یکی از مراحل بازی است.[۱۳]
- مراحل :

1. بیابان (Wilderness)
2. زمین‌های بایر (Wastelands)
3. باغ‌های قصر (Palace Gardens)
4. سیاه چال‌ها (Dungeons)
5. قصر (Palace)
6. حریم داخلی قصر (Palace, The Inner Sanctum)